# Joseph Kono
Joseph Kono (* 29. Dezember 1950) ist ein ehemaliger kamerunischer Radrennfahrer.

## Sportliche Laufbahn
Kono war im Straßenradsport aktiv. Er war Teilnehmer der Olympischen Sommerspiele 1972 in München. Das olympische Straßenrennen beendete er nicht. Im Mannschaftszeitfahren kam der Vierer aus Kamerun mit Jean Bernard Djambou, Joseph Evouna, Joseph Kono und Nicolas Owona auf den 33. Rang.
Bei den Spielen 1976 in Montreal schied sein Vierer in der Besetzung mit Joseph Kono, Maurice Moutat, Henri Mveh und Nicolas Owona als einzige Mannschaft aus dem Mannschaftszeitfahren aus. 1980 wurde er erneut für die Sommerspiele nominiert. Im olympischen Straßenrennen schied er wie alle seine Teamkameraden aus. Im Mannschaftszeitfahren kamen Charles Bana, Toussaint Fouda, Joseph Kono und Nicolas Owona auf den 22. und damit vorletzten Rang. 1984 erlebte Kono seine vierten Olympischen Siele in Los Angeles. Im olympischen Straßenrennen schied er erneut aus. Im Mannschaftszeitfahren wurde Kamerun 23. mit Alain Ayissi, Lucas Feutsa, Joseph Kono und Dieudonné Ntep.
1971 bis 1973 gewann er die Tour de Côte d’Ivoire (Tour Ivoirien de la Paix). 1975 war er in der Tour du Cameroun erfolgreich.